# کرداب
کرداب، روستایی از توابع بخش هزارجریب شهرستان نکا در استان مازندران در ایران است.

## جمعیت
این روستا در دهستان زارم‌رود قرار دارد و براساس سرشماری مرکز آمار ایران در سال ۱۳۸۵، جمعیت آن ۲۰۷ نفر (۴۹خانوار) بوده‌است.